# Дуэньяс, Мария

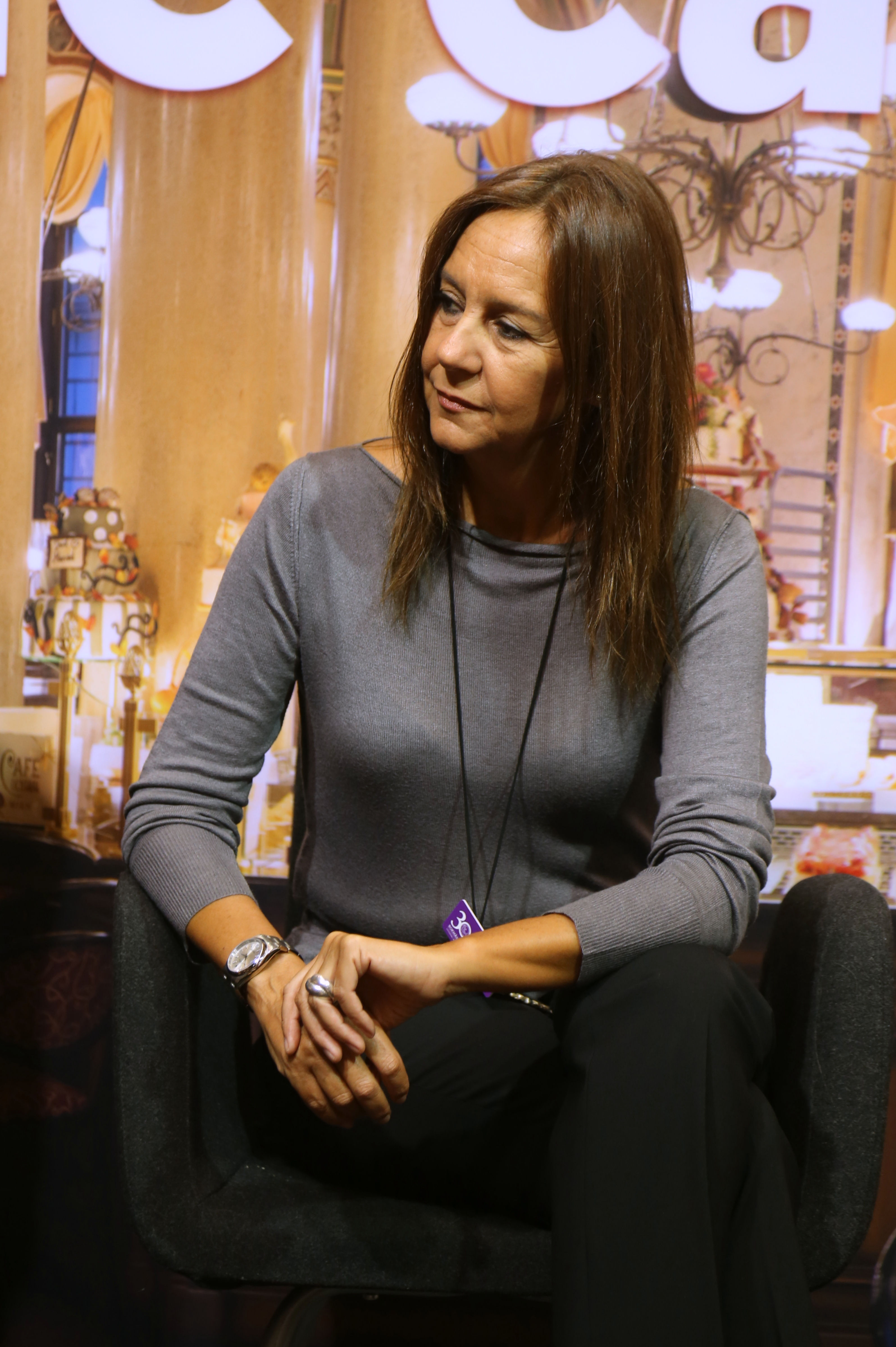
Мария Дуэньяс. 2014

Мария Дуэ́ньяс Винуэ́са (исп. María Dueñas Vinuesa; род. 1964, Пуэртольяно) — испанская писательница. Преподаватель английского языка и литературы Университета Мурсии, также преподавала в нескольких североамериканских университетах, участвовала в нескольких образовательных, культурных и издательских проектах. В 2009 году опубликовала свой первый роман — шпионскую сагу «Нити судьбы» (исп. El tiempo entre costuras), который вскоре стал бестселлером в Испании и был переведён на более чем два десятка языков мира. За этот роман Дуэньяс была удостоена нескольких литературных премий, в том числе премии города Картахены за исторический роман. В 2013 году роман был экранизирован на телевидении каналом Antena 3. В 2012 году Дуэньяс опубликовала свой второй роман «Миссия „Забвение“» (исп. Misión Olvido), который также получил признание критиков. После успеха экранизации романа «Нити судьбы», компания Atresmedia объявила о запуске производства телесериала, основанного на третьем романе Марии Дуэньяс — La Templanza (Воздержание). 

## Сочинения
- Нити судьбы
- Миссия «Забвение»
- Воздержание/ La templanza, 2015
- Дочери капитана/ Las hijas del Capitán, 2018[2]